# La Bastida d'Ortons
La Bastida d'Ortons es una localidad española del municipio de Alàs i Cerc, perteneciente a la provincia de Lérida, en la comunidad autónoma de Cataluña.

## Toponimia
El nombre de la localidad puede encontrarse escrito con las grafías La Bastida d'Ortons y Bastida de Ortons.

## Historia
Hacia mediados del siglo XIX, el lugar, por entonces con ayuntamiento propio, tenía contabilizada una población de 91 habitantes. Aparece descrito en el cuarto volumen del Diccionario geográfico-estadístico-histórico de España y sus posesiones de Ultramar de Pascual Madoz con las siguientes palabras:

BASTIDA DE ORTONS: l. con ayunt. en la prov. de Lérida (20 leg.), part. jud. adm. de rent., dióc. y oficialato mayor de Seo de Urgel (3/4), aud. terr. y c. g. de Cataluña (Barcelona 26): sit. á la izq. del r. Segre en la falda de la montaña Cadí, con libre ventilacion, y clima sano. Tiene 32 casas y parr. (Sta. Coloma), servida por un cura de provision ordinaria. Confina el térm. N. Seo de urgel, E. Ges y Serch; S. Adrahent. y O. Navines. El terreno es montuoso, quebrado y de secano, pero fértil en todo género de simientes, y en viñedo. Hay espesos bosques de pinos, encinas y arbustos con muchas y buenas yerbas de pastos; prod.: trigo, centeno, cebada, legumbres, patatas, vino, maderas de construccion, y leña para combustible; cria ganado vacuno, de cerda, lanar y cabrio; pobl.: 20 vec. 91 alm.; riqueza imp.; 16,641 rs,; contr.: 2,306 rs. y 7 mrs.
(Madoz, 1846, pp. 70-71)

El municipio de La Bastida d'Ortons desapareció de cara al censo de 1857, al incorporarse al de Cerc. En la actualidad, pertenece al municipio de Alàs i Cerc. En 2023, la entidad singular de población de La Bastida d'Ortons tenía empadronados 25 habitantes, 16 de ellos en el núcleo de población de ese nombre y 9 en diseminado.